# Shunsuke Motegi
Shunsuke Motegi (japanisch 茂木 駿佑 Motegi Shunsuke; * 2. Oktober 1996 in Bunkyo) ist ein japanischer Fußballspieler.

## Karriere
Motegi erlernte das Fußballspielen in der Jugendmannschaft von Vegalta Sendai. Seinen ersten Vertrag unterschrieb er 2015 bei Vegalta Sendai. Der Verein spielte in der höchsten Liga des Landes, der J1 League. Für den Verein absolvierte er elf Erstligaspiele. Im Juli 2015 wurde er an den Zweitligisten Zweigen Kanazawa ausgeliehen. Für den Verein absolvierte er elf Ligaspiele. 2016 kehrte er zu Vegalta Sendai zurück. Für den Verein absolvierte er 16 Erstligaspiele. Im Juni 2018 wechselte er zum Zweitligisten Mito HollyHock. Für den Verein absolvierte er 52 Ligaspiele. 2020 wechselte er für zwei Jahre zum Ligakonkurrenten FC Ryūkyū. Für den Klub, der in der Präfektur Okinawa beheimatet ist, absolvierte er 37 Ligaspiele. Im Januar 2022 wechselte er ablösefrei zum Drittligisten Ehime FC. Am Ende der Saison 2023 feierte er mit Ehime die Drittligameisterschaft und den Aufstieg in die zweite Liga. Nach 98 Ligaspielen kehrte er im Januar 2025 zu seinem ehemaligen Verein FC Ryūkyū zurück.

## Erfolge
Vegalta Sendai
- Japanischer Pokalfinalist: 2018

Ehime FC
- Japanischer Drittligameister: 2023  ▲